# Amanda Tori Meating
Amanda Tori Meating es el nombre artístico de Amanda Stock, una interprete drag, actriz teatral, y estilista de pelucas que compitió en la decimosexta temporada de RuPaul's Drag Race.

## Educación
Amanda Tori Meating se graduó en la Stivers School for the Arts en 2014 y se licenció en teatro musical por la Universidad Estatal Wright en 2018.

## Carrera
Amanda Tori Meating interpretó a Angel en la gira nacional de Kinky Boots, y también participó en la producción de Human Race Theatre Company de Torch Song Trilogy, en la producción de Wright State de Angels in America: Millennium Approaches, y en la producción de Lost in Yonkers, de Dayton Theatre Guild. También es estilista de pelucas y ha peinado a reinas como Kerri y Sasha Colby. Su alegría experimentada durante su estancia en Kinky Boots la inspiró para iniciarse en el drag, y empezó a actuar en el West Village de Manhattan en 2020.
Amanda Tori Meating esta compitiendo en la temporada 16 de RuPaul's Drag Race, que inició el 5 de enero de 2024. Junto con el estreno de la temporada, lanzó su canción original "My Kitty", que interpretó en el primer episodio. Empezó a ver Drag Race a los 19 años y se inspiró en reinas como Willam, Bob the Drag Queen, Bianca Del Rio, Adore Delano, Latrice Royale y Alyssa Edwards.

## Vida personal
Amanda Tori Meating es originaria de Dayton, Ohio. Vive en la ciudad de Nueva York, y anteriormente vivía en Los Ángeles durante la pandemia del COVID-19.

## Filmografía

### Televisión
- RuPaul's Drag Race (temporada 16)

## Discografía

### Sencillos

#### Como artista principal
| Año  | Título     | Álbum              | Escritor(s)                     | Productor(s) | Ref(s) |
| ---- | ---------- | ------------------ | ------------------------------- | ------------ | ------ |
| 2024 | "My Kitty" | Sencillo sin álbum | Drew Louis, Amanda Tori Meating | Drew Louis   |        |